# Castell de s'Avellana
El Castell de s'Avellana és un castell/fortalesa declarat bé cultural d'interès nacional al terme municipal de les Masies de Roda (Osona) documentat el 1067 del que queden importants restes de murs, base d'una torre i escala al penyal del castell.